# Сенчук Юрій Зіновійович
Юрій Зіновійович Сенчук — солдат Збройних Сил України, кавалер ордену За мужність ІІІ ступеня

## Життєпис
Юрій Сенчук народився 8 травня 1991 в селищі Отинії. 
Навчався в Отинійському ліцеї, потім навчався в Коломийському індустріально-педагогічному технікумі.  
Мобілізувався 13 травня 2024 року. Служив стрільцем-снайпером у 95 окремій десантно-штурмовій Поліській бригаді .
Загинув поблизу села Погребки Суджанського району Курської області.